# Ḩosbījān-e Soflá
Ḩosbījān-e Soflá (persiska: خُسبيجان, حسبيجان سفلی, Khosbījān) är en ort i Iran.   Den ligger i provinsen Markazi, i den centrala delen av landet, 260 km sydväst om huvudstaden Teheran. Ḩosbījān-e Soflá ligger 1 825 meter över havet och antalet invånare är 543.
Terrängen runt Ḩosbījān-e Soflá är huvudsakligen kuperad, men norrut är den bergig. Ḩosbījān-e Soflá ligger nere i en dal.Runt Ḩosbījān-e Soflá är det ganska tätbefolkat, med 54 invånare per kvadratkilometer. Närmaste större samhälle är Tūreh, 11,7 km sydväst om Ḩosbījān-e Soflá. Trakten runt Ḩosbījān-e Soflá består i huvudsak av gräsmarker.